# Papilomatóza

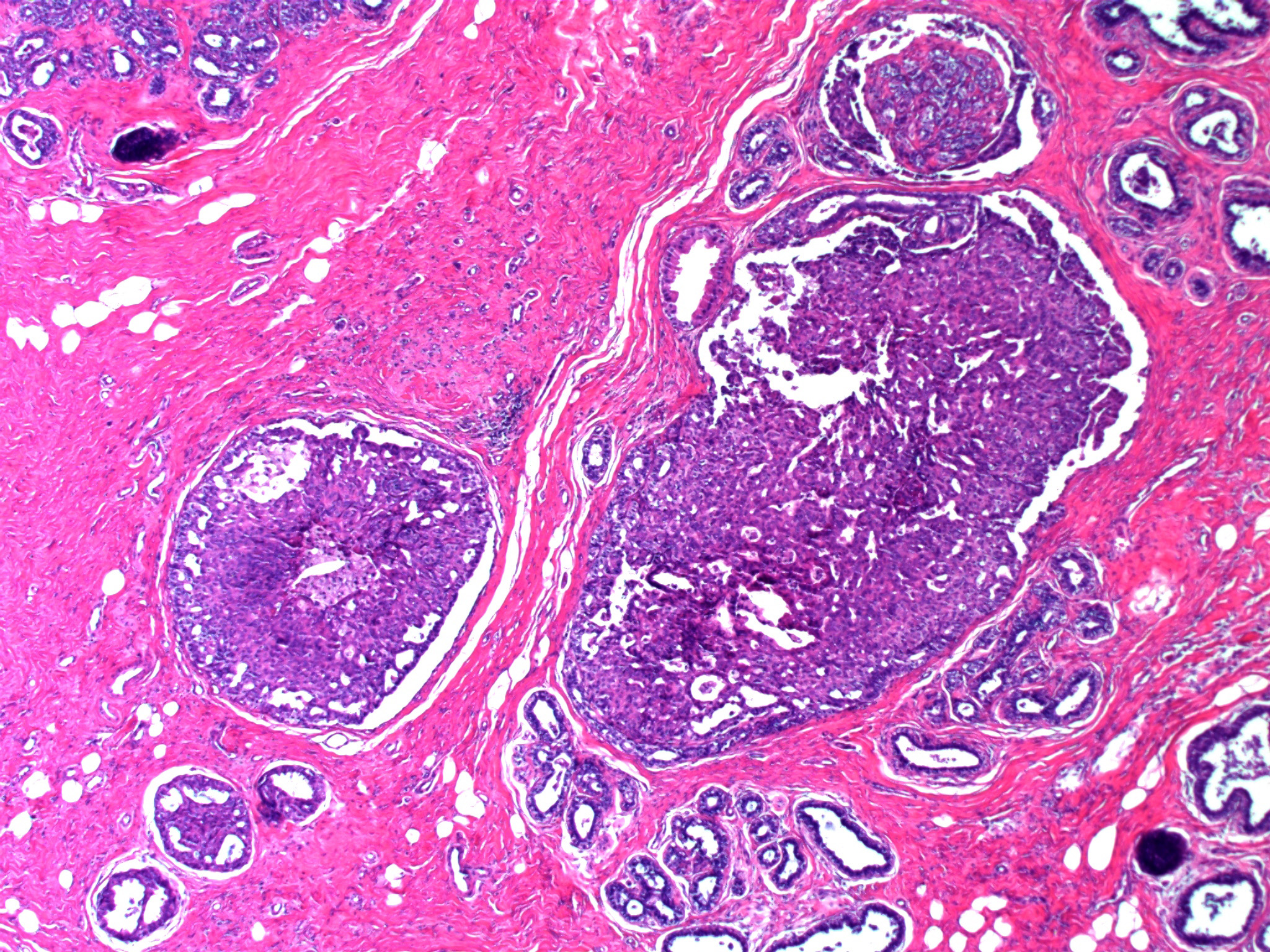
nádory v prsu

Papilomatóza je virové onemocnění způsobované papovaviry (Papovaviridae). Toto onemocnění se projevuje benigními nádorky na kůži a sliznicích, které mohou vzhledem připomínat květák. K infekci dochází prostým dotekem již nakažené části.